# Секудиан
Секудиан — персидский царь из династии Ахеменидов, правивший в 424—423 годах до н. э.

## Биография

### Сведения Ктесия
Упоминается прежде всего у Ктесия, источника, с исторической точки зрения, не совсем надёжного. Согласно его записям, Секудиан был сыном Артаксеркса I от одной из наложниц, вавилонянки по имени Алогуна. После убийства Ксеркса II в 424 году до н. э. захватил власть, но не имел серьёзной опоры. Ктесий рассказывает, что вслед за убийством Ксеркса он убил влиятельного придворного Багораза, что вызвало взрыв возмущения у войска. Не помогли даже щедрые посулы подарков, обещанные воинам.
Из влиятельных лиц его поддерживали лишь евнух Фарнакиас и двоюродный брат узурпатора, сын вавилонского сатрапа Меностан. Секудиан безуспешно пытался убедить своего единокровного брата сатрапа Гиркании Оха прибыть в Сузы и принять на себя царскую власть. Но Ох, с полным основанием подозревая, что его там убьют, не спешил в Сузы. Тем временем начальник конницы Арбар, сатрап Египта Арксам (др.-перс. Аршама) и могущественный евнух Артоксар перешли на сторону Оха. Секудиан, правивший всего 6 месяцев и 15 дней, в начале 423 года до н. э. сдался, надеясь на милосердие нового правителя, но был казнён. Он был схвачен и, по-видимому, брошен в комнату, полную золы, где и погиб.

### Другие источники
Диодор Сицилийский в «Исторической библиотеке» писал, что этот царь, которого он называет Согдианом, царствовал 7 месяцев. О нём же упоминает Павсаний, который в своём сочинении «Описание Эллады» называл его Согдием и считает законным царём, в отличие от свергшего его Дария II. 

«Дарий, побочный сын Артаксеркса, который с согласия персидского народа низложил законного сына Артаксеркса Согдия и сам вместо него взял царскую власть».
На современных ему исторических памятниках Секудиан не упоминается. Из вавилонских клинописных табличек, происходящих из Ниппура, создаётся впечатление, что Дарий II наследовал престол немедленно после смерти Артаксеркса I. Возможно, что три царя, Ксеркс II, Секудиан и Дарий II, правили одновременно на разных территориях державы Ахеменидов.
| Ахемениды                 |                                                                     |                    |
| Предшественник: Ксеркс II | персидский царь ок. 424 — 423 до н. э. (правил 6 месяцев и 15 дней) | Преемник: Дарий II |
| Предшественник: Ксеркс II | фараон Египта ок. 424 — 423 до н. э.                                | Преемник: Дарий II |